# 쌘뽈여자고등학교
쌘뽈여자고등학교(쌘뽈女子高等學校)는 대한민국 충청남도 논산시 부창동에 있는 사립 고등학교이다.

## 학교 연혁
- 1961년 12월 30일 : 해성여자고등학교 6학급 설립 인가(6학급 360명)
- 1962년 2월 3일 : 개교, 초대 교장 박상일 수녀 취임
- 1962년 3월 10일 : 개교 및 입학식
- 1962년 3월 22일 : 쌘뽈여자고등학교로 교명 변경
- 1962년 12월 14일 : 교훈 제정
- 1965년 1월 23일 : 제1회 졸업식(48명)
- 1982년 3월 1일 : 중·고 분리(중 15학급, 고 21학급)
- 1994년 8월 29일 : 학급 승인 18학급
- 2011년 2월 10일 : 자율학교 지정(2011.03.01.~2014.02.28.)
- 2013년 3월 1일 : 교과교실제 운영학교 지정
- 2015년 5월 11일 : 기숙사(백합관) 리모델링 및 증측
- 2017년 1월 5일 : 제5대 이사장 김종수 주교 취임
- 2021년 3월 1일 : 제12대 교장 조미영 수녀 취임
- 2023년 3월 1일 : 인공지능(AI) 선도학교 지정
- 2023년 8월 15일 : 디지털기반 혁신학교
- 2024년 2월 8일 : 제60회 졸업식

## 참고 자료
- 쌘뽈여자고등학교 - 한국교육학술정보원 학교알리미